# Stockbridge (Massachusetts)
Stockbridge es un pueblo ubicado en el condado de Berkshire en el estado estadounidense de Massachusetts. En el Censo de 2010 tenía una población de 1.947 habitantes y una densidad poblacional de 31,75 personas por km².

## Geografía
Stockbridge se encuentra ubicado en las coordenadas 42°18′7″N 73°19′23″O / 42.30194, -73.32306. Según la Oficina del Censo de los Estados Unidos, Stockbridge tiene una superficie total de 61.32 km², de la cual 58.89 km² corresponden a tierra firme y (3.97%) 2.43 km² es agua.

## Demografía
Según el censo de 2010, había 1.947 personas residiendo en Stockbridge. La densidad de población era de 31,75 hab./km². De los 1.947 habitantes, Stockbridge estaba compuesto por el 96.35% blancos, el 0.92% eran afroamericanos, el 0.05% eran amerindios, el 0.98% eran asiáticos, el 0% eran isleños del Pacífico, el 0.82% eran de otras razas y el 0.87% pertenecían a dos o más razas. Del total de la población el 3.03% eran hispanos o latinos de cualquier raza.